# Johannes Snellman
Herman Johannes Snellman, född 4 december 1885 i Helsingfors, död 1 maj 1961 i Stockholm, var en finländsk-svensk målare och tecknare.
Han var son till prosten Herman Henrik Snellman och Lydia Erika Theresia Lundmark och från 1943 gift med Karin Sundwall (född Colliander). Snellman studerade en tid vid Ateneum i Helsingfors och vid Westerholms ritskola i Åbo samt genom självstudier under resor till England, Spanien och Italien. Han flyttade till Sverige och blev svensk medborgare 1943. Separat ställde han ut på Konstnärshuset i Stockholm och på Ekströms mässhall. Hans konst består av porträtt i färgkrita eller sepia och djurmotiv i naturmiljö utförda i olja. Snellman år representerad vid Nationalmuseum i Stockholm.